# Tabuenca (kommunhuvudort)
Tabuenca är en kommunhuvudort i Spanien.   Den ligger i provinsen Provincia de Zaragoza och regionen Aragonien, i den nordöstra delen av landet, 230 km nordost om huvudstaden Madrid. Tabuenca ligger 774 meter över havet och antalet invånare är 446.
Terrängen runt Tabuenca är kuperad. Runt Tabuenca är det glesbefolkat, med 12 invånare per kvadratkilometer. Närmaste större samhälle är Borja, 15,5 km norr om Tabuenca. Omgivningarna runt Tabuenca är i huvudsak ett öppet busklandskap.